# Vrhpolje pri Kamniku
Vrhpolje pri Kamniku este o localitate din comuna Kamnik, Slovenia, cu o populație de 664 de locuitori.